# بیمه البرز
بیمه البرز، یکی از شرکت‌های دولتی ایران در زمینه بیمه است که در سال ۱۳۳۸ بر اساس قانون خصوصی‌ سازی سهام آن در بورس واگذار گردید. این شرکت بیمه در تاریخ ۲۸ تیرماه ۱۳۳۸ تأسیس شده است. شامل مواردی مختلف اشخاص، اموال، خودرو و مهندسی.

## پیش از انقلاب ۱۳۵۷
بیمه یورکشایر یکی از شرکت‌های خارجی بیمه بود که قبل از انقلاب اسلامی در کشور فعالیت داشت و مدیریت بیمه البرز در آن زمان با مدیریت شرکت یورکشایر تا حدود زیادی اشتراکی بود. در تصاویر ساختمان قدیم بیمه البرز نیز ساختمان بیمه یورکشایر مشاهده می‌شود.
بیمه البرز توسط بخش خصوصی تأسیس شد و تا انقلاب اسلامی مشغول به‌کار بود.

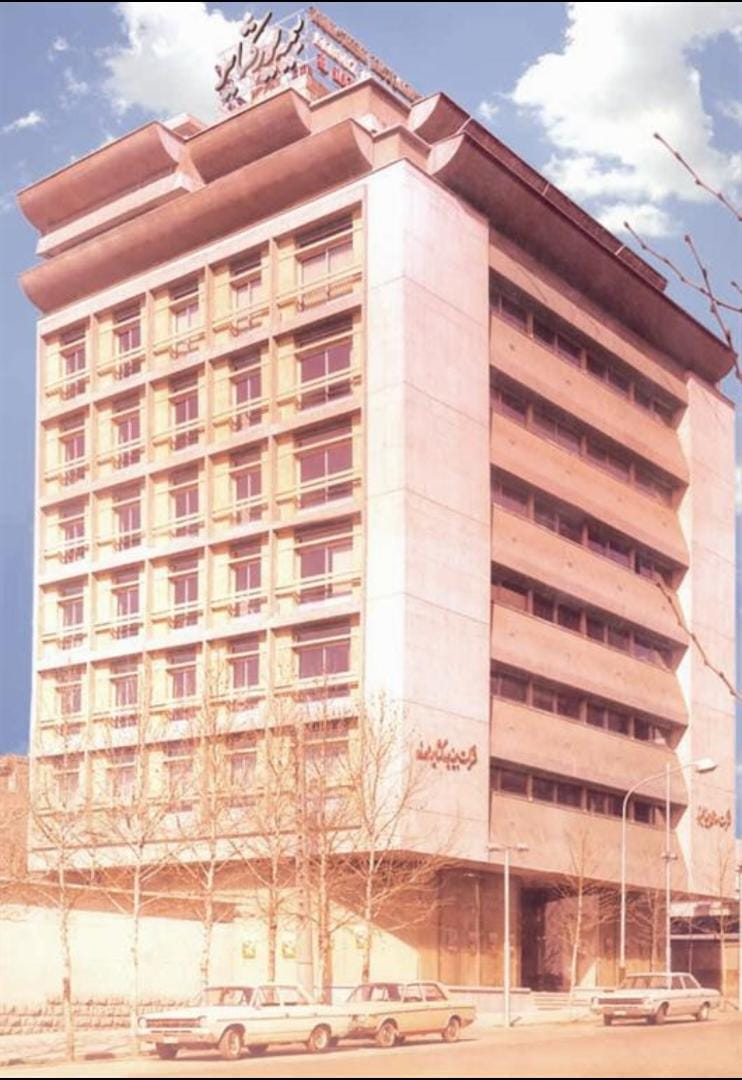
قدیمی‌ترین ساختمان بیمه البرز یورکشایر، واقع در تهران خیابان سپهبد قرنی

## پس از انقلاب ۱۳۵۷
به فاصله کوتاهی پس از انقلاب ۵۷ یعنی در سال‌های ۶۰ و ۶۱ بیمه البرز دوباره مجوز فعالیت دریافت کرد و مشغول به کار شد. در تاریخ ۱۳۶۷/۰۹/۱۳ بیمه البرز به همراه دیگر شرکت‌های بیمه، ملی اعلام شدند.

## سهامداران
تا ابتدای دی ماه ۱۳۹۲ دولت جمهوری اسلامی ایران به همراه شرکت گروه مالی ملت (سهام عام) هر کدام با ۲۰ درصد، دو سهامدار عمده این شرکت بودند.
هیئت وزیران در جلسه مورخ ۲۴ آذرماه خود بنا به پیشنهاد شماره ۱۵۷۲۸۶ وزارت امور اقتصادی و دارایی و به استناد بند «ب» ماده ۳ قانون اجرای سیاستهای کلی اصل (۴۴) قانون اساسی مصوب ۱۳۸۶ با واگذاری بخش دیگری از سهام دولت «تا ۵ درصد سهام» در ۲ شرکت بزرگ بیمه شامل بیمه‌های البرز و آسیا، سه بانک دولتی خصوصی شده بانک‌های ملت، صادرات ایران و تجارت، دو شرکت خودروساز بزرگ کشور، سایپا و ایران خودرو و دو شرکت بزرگ دیگر کشتیرانی ایران و شرکت مخابرات موافقت کرد. بدین ترتیب سهم دولت در سهام بیمه البرز به تدریج کاهش خواهد یافت تا به ۵ درصد کل سهام این شرکت کاهش یابد.
بخشی از سهام شرکت در اختیار صندوق بیمه اجتماعی روستاییان و عشایر است. اعضای هیئت (گروه) مدیره طبق اعلام وبگاه بیمه مرکزی، وزارت امور اقتصادی و دارایی دولت ایران، شرکت گروه توسعه مالی مهر آیندگان، شرکت سرمایه‌گذاری صبا تأمین، شرکت گروه مالی ملت و صندوق بیمه اجتماعی روستائیان و عشایر هستند.